# Kalixälven
Kalixälven eller Kalix älv er en flod i Norrbottens län i Sverige. Den er 430 km lang, og afvandingsområdet er 18.130 km², mens middelvandføringen er 290 m³/s.
Floden begynder i Kebnekaise-massivet i Kiruna kommune og løber mod sydøst gennem landskabet Lappland. Ved Tärendö drejer floden mod syd og løber gennem Norrbotten. Den munder ud i Botniske Bugt sydøst for Kalix. De vigtigste bifloder er Kaitumälven, Tärendöälven og Ängesån.
Kalixälven er sammen med Vindelälven, Torne älv og Pite älv en af de fire store floder i Norrland, som ikke er reguleret til vandkraftproduktion. Der ligger flere vandfald og stryg i floden, hvoraf de største er Jockfallet og Linafallet.
Navnet er en forsvensking af det nordsamiske navn Gáláseatnu, som er dannet af gállit = «vade» eller gálus = «sval» og eatnu = «stor flod». På Tornedalsfinsk kaldes floden Kainhuun väylä, Kaihnuun väylä i flodens sydlige del, nedstrøms fra Tärendö. Nord for Tärendö bruges ofte Kaalas väylä eller/og Kaalas eno. 
Floden var fra russisk side foreslået som grænseflod, da Sverige måtte afstå Finland til Rusland efter den Finske Krig i 1808-1809. Sverige ønskede, at grænsen skulle gå ved Kemi älv, og til sidst blev grænsen trukket ved Torne elv, midtvejs mellem de to. 